# 440 a. C.
El año 440 a. C. fue un año del calendario romano prejuliano. En el Imperio romano se conocía como el Año del consulado de Macerino y Lanado (o, menos frecuentemente, año 314 Ab urbe condita). 

## Acontecimientos
- El escultor griego Policleto realiza su Doríforo, estatua en la que el personaje recarga sobre su cadera el peso del cuerpo, postura propia del arte clásico.[1]
- El filósofo griego Leucipo funda el atomismo (teoría según la cual la materia se compone de partículas diminutas e indestructibles) y el mecanicismo, teorías que posteriormente desarrollará Demócrito.[1]
- Finaliza la guerra entre las ciudades de Tarento y Thurios, con el triunfo de los tarentinos quienes se apoderan de la ciudad de Siris, y la refundan con el nombre de Heraclea.

## Nacimientos
- Andócides, orador ático (m. 390 a. C.)
- Cinisca, princesa que venció en los Juegos olímpicos de la Antigüedad.

## Fallecimientos
- Parménides de Elea, filósofo de la Grecia Antigua